# 鮎川香織
鮎川 香織（あゆかわ かおり、1986年9月18日 - ）は、日本のAV女優。
東京都出身。身長164cm 、スリーサイズ：B82（Cカップ）・W58・H84。血液型：A型。趣味、特技：ショッピング。 

## 略歴
- 2006年に『エロカワAVデビュー』でAVデビュー。

## 作品

### アダルトビデオ
- エロカワAVデビュー 鮎川香織（2006年9月13日、MOODYZ）
- 無限絶頂 鮎川香織（2006年10月13日、MOODYZ）
- ハイパーデジタルモザイク Vol.046 鮎川香織（2006年11月13日、MOODYZ）
- トリプルキャスト（2006年12月13日、MOODYZ））
- 南極2号 鮎川香織 濡れ透け極上ボディ×新基準モザイク（2006年12月25日、九鬼）
- Wぶっかけ（2007年1月1日、MOODYZ）
- 2006年9〜12月作品集 全194タイトル 4時間（2007年2月1日、MOODYZ）※総集編
- 極太FUCK 鮎川香織（2007年2月13日、MOODYZ）
- オナニー50人 4時間（2007年3月1日、MOODYZ）※総集編
- 乱交50人 4時間（2007年4月1日、MOODYZ）※総集編
- 挿入部ばかり集めました ハイパーデジタルモザイク4時間（2007年5月1日、MOODYZ）※総集編
- 美脚4時間（2007年5月13日、MOODYZ）※総集編
- ト・モ・ダ・チ 香織 20歳（2007年5月25日、マックス・エー）
- 超人気女優の乱交SEX4時間（2007年7月1日、MOODYZ）※総集編
- ハイパーデジタルモザイク 潮吹きFUCK 4時間（2007年7月1日、MOODYZ）※総集編
- ハイパーデジタルモザイク4時間（2007年8月1日、MOODYZ）※総集編
- 痴漢4時間（2007年9月1日、MOODYZ）※総集編
- イカセ4時間（2007年9月13日、MOODYZ）※総集編
- 騎乗位100人8時間（2007年9月13日、MOODYZ）※総集編
- ハイモザ 抜き挿しFUCK4時間（2007年9月13日、MOODYZ）※総集編
- これはすごい、イキ顔の良い女！ 鮎川香織（2007年9月21日、h.m.p）
- 極嬢 鮎川香織（2007年9月25日、YeLLOW）
- 極太FUCK4時間（2007年10月13日、MOODYZ）※総集編
- 潮吹き100人8時間（2007年10月13日、MOODYZ）※総集編
- 電マ4時間（2007年11月13日、MOODYZ）※総集編
- 濃厚FUCK4時間（2007年12月1日、MOODYZ）※総集編
- レースクイーン＆キャンギャル4時間（2007年12月1日、MOODYZ）※総集編
- 本番100人8時間（2007年12月13日、MOODYZ）※総集編
- ハイモザ フェラチオ4時間（2007年12月13日、MOODYZ）※総集編